# Tot gira
Tot gira és el programa esportiu de Catalunya Ràdio que emès les tardes dels caps de setmana.

## Història

### Primera etapa
Nascut el 2004, Tot gira era un programa que volia oferir tota la informació esportiva i cultural cada cap de setmana. Dirigit i presentat per Òscar Fernández i Xavier Graset, l'estiu del 2006 va acabar una etapa.

### El magazín
Durant la temporada 2006-07, Quico Sanchis es va fer càrrec del Tot gira, programa que va orientar més cap a l'actualitat social, cultural i esportiva, amb entrevistes, debats, reportatges i connexions en directe. També es desplaçava a esdeveniments de tota classe i donava cabuda a espectacles de música en viu. Tractava tota mena de temes (gastronomia, lleure, noves tendències, l'actualitat en clau d'humor, etc.) i comptava amb els següents espais:
- Quim Monzó i Neus Bonet amb la Secció impossible
- Resums de l'APM
- Miquel Àngel Pasqual tancava la setmana amb les seves Corrandes
- Àlex Guitart feia l'Agenda jove
- Jordi Tuñón s'entestava a demostrar que El futbol no mou el món
- Laura Kotnik feia les seves recomanacions de lectures
- Pep Garcia proposava espectacles "familiars"
- Josep Maria Gotarda elaborava cada setmana un còctel diferent
- Domènec Biosca planificava el cap de setmana ideal
- Joan Beumala acostava l'actualitat castellera
- Toni Padilla trobava anècdotes i curiositats del món de l'esport
- Ferran Torrent feia el seu particular resum de la jornada de Lliga
- Mercè Muñoz i Gerard López provaven cada setmana un cotxe nou
- Pep Ruiz buscava emocions a la vida i a internet

### Recents presentadors
Acabada la temporada, va ser Marc Negre qui va passar a encapçalar en la direcció i presentació el Tot gira, format per tretze hores de ràdio esportiva (dissabte, de 18h a 1h, i diumenge, de 16h a 23h) cada cap de setmana. Des de la temporada 2013 – 2014 és presentat per David Clupés, amb la mateixa franja horària.